# Església fortificada de Dealu Frumos
L'església fortificada de Dealu Frumos, comtat de Sibiu, va ser construïda al segle xiii. Està a la llista de monuments històrics 2010, cod LMI SB-II-aA-12378, amb els següents objectius:
- cod LMI SB-II-a-A-12378.01 - Església evangèlica fortificada, segle xiii, aprox. 1500, segle XVIII;
- cod LMI SB-II-a-A-12378.02 -Recinte fortificat, amb torres, accés fortificat, sales de proveïments, annexos, 1522, 1647.

Dealu Frumos, abans Shulumberg, Shulemberg (en el dialecte saxó Schinebärch, Šinebarχ, en alemany Schönberg, en hongarès Lesses, Leses) és un poble de la comuna de Merghindeal al comtat de Sibiu, Transsilvània (Romania).

## L'església
Com la majoria de localitats de terra cristiana a Dealu Frumos, hi havia una basílica romànica de la primera meitat del segle xiii, una basílica de i absis semicircular, de tres naus sense campanar. Posteriorment, es van construir les dues torres principals. Per a la seva construcció es van requerir modificacions estructurals, com la nau central, que inicialment va ser coberta amb sostre, que posteriorment va passar a ser adovellada al bressol i reduïda per l'alçament del campanar. Les bigues laterals van ser adovellades com la nau central i els arcs restants es van transformar en arc trencat.
Les naus laterals tenien cadascuna una portalada, la de migjorn amb elements romànics originals. L'aspecte original de l'església al portal de ponent no s'ha conservat per l'aixecament del campanar. El campanar es va aixecar al segle xv, probablement al mateix temps que la basílica de Merghindeal. L'església es va convertir en església-saló només al segle XVI. Cal esmentar que el campanar tenia 23 metres de llargada i tenia una funció defensiva encara que estigui integrat a l'església. Les campanes estaven al penúltim nivell, l'última albergava el rellotge. El camí de guàrdia està sostingut per una consola de bigues de fusta.
L'altra torre s'alça sobre el cor, sent més curta i més pesada en aparença. Les dues torres es comuniquen pel pont de l'església. Al segle xvi es va adossar una sagristia al mur nord del cor, que al segle xviii estava voltat en estil barroc.
El cor es va pintar tres vegades abans de la reforma religiosa i no es van recuperar escenes completes durant l'estrena de 1911. La decoració de l'espai es completa amb un sagrari encastat.

## Fortificació
Com la majoria de les esglésies fortificades del sud de Transsilvània, l'església de Dealu Frumos estava envoltada per un datava de principis del segle XVI. Les seves dues torres principals es basen en forma quadrada, s'aixequen en tres nivells equipats amb consoles a la consola i muralles. Amb l'augment de població es va construir una torre de cinc vessants, el recinte s'amplià, l'any 1522 dels canvis quedant inscrits sota un ràfec.
L'any 1647 va comportar la construcció d'una casa fortificada dins del recinte, una casa de dos nivells amb una torre quadrada que es va incorporar l'any 1914 a una nova sala comunal. Sota aquesta sala comunal es va descobrir posteriorment el cementiri de l'antiga basílica que va ser la base de l'actual església fortificada.

## Galeria d'imatges

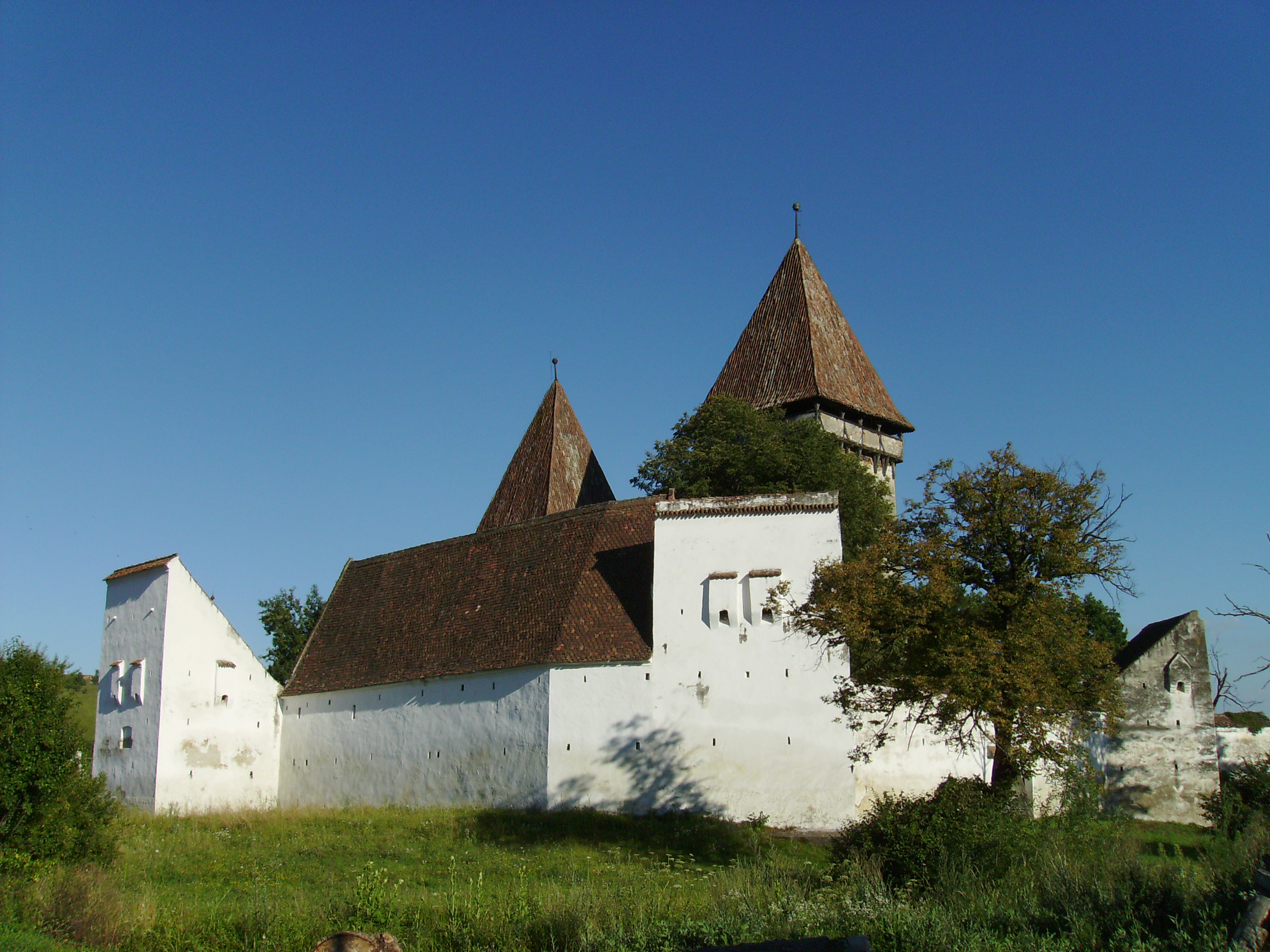
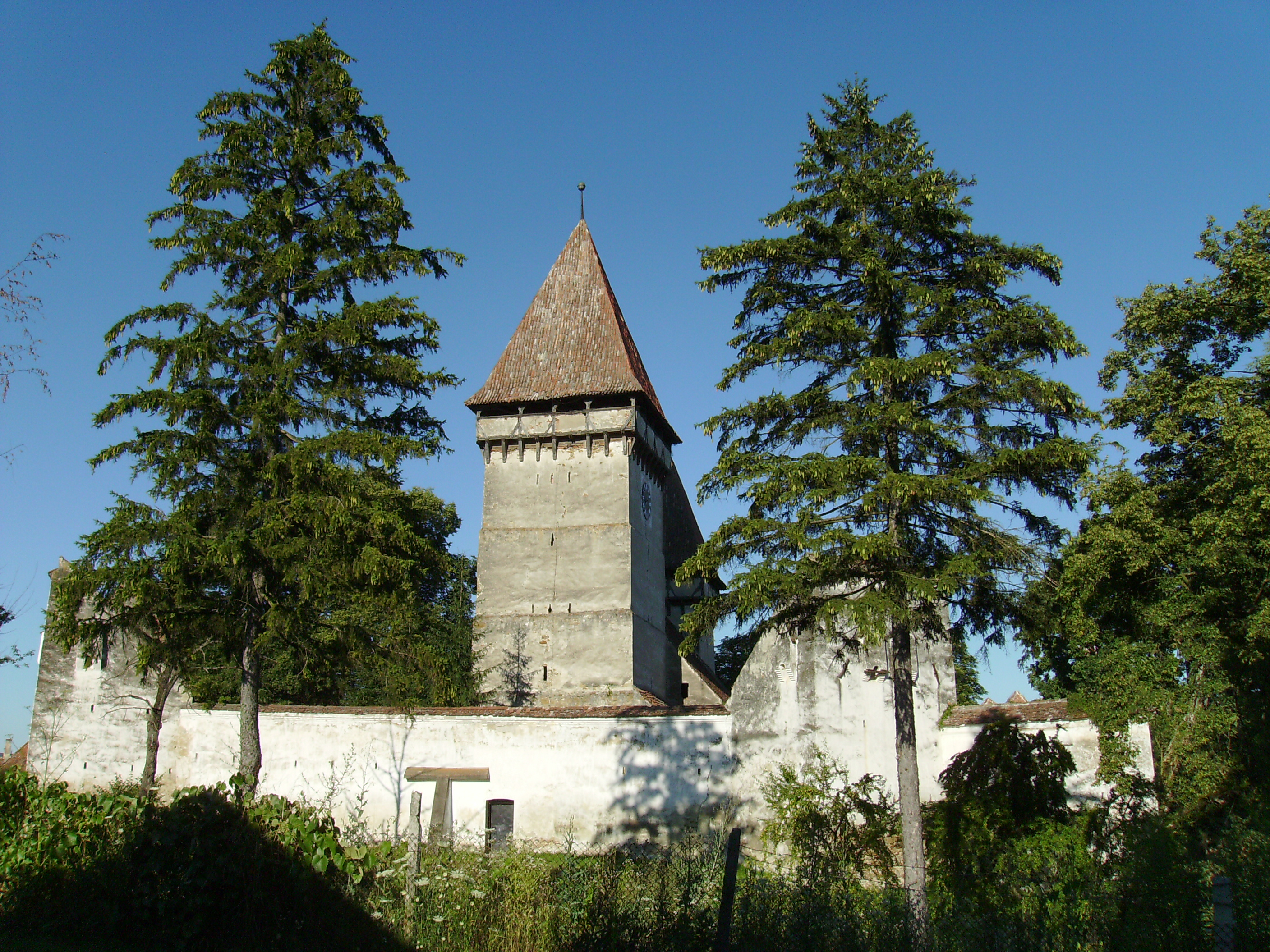
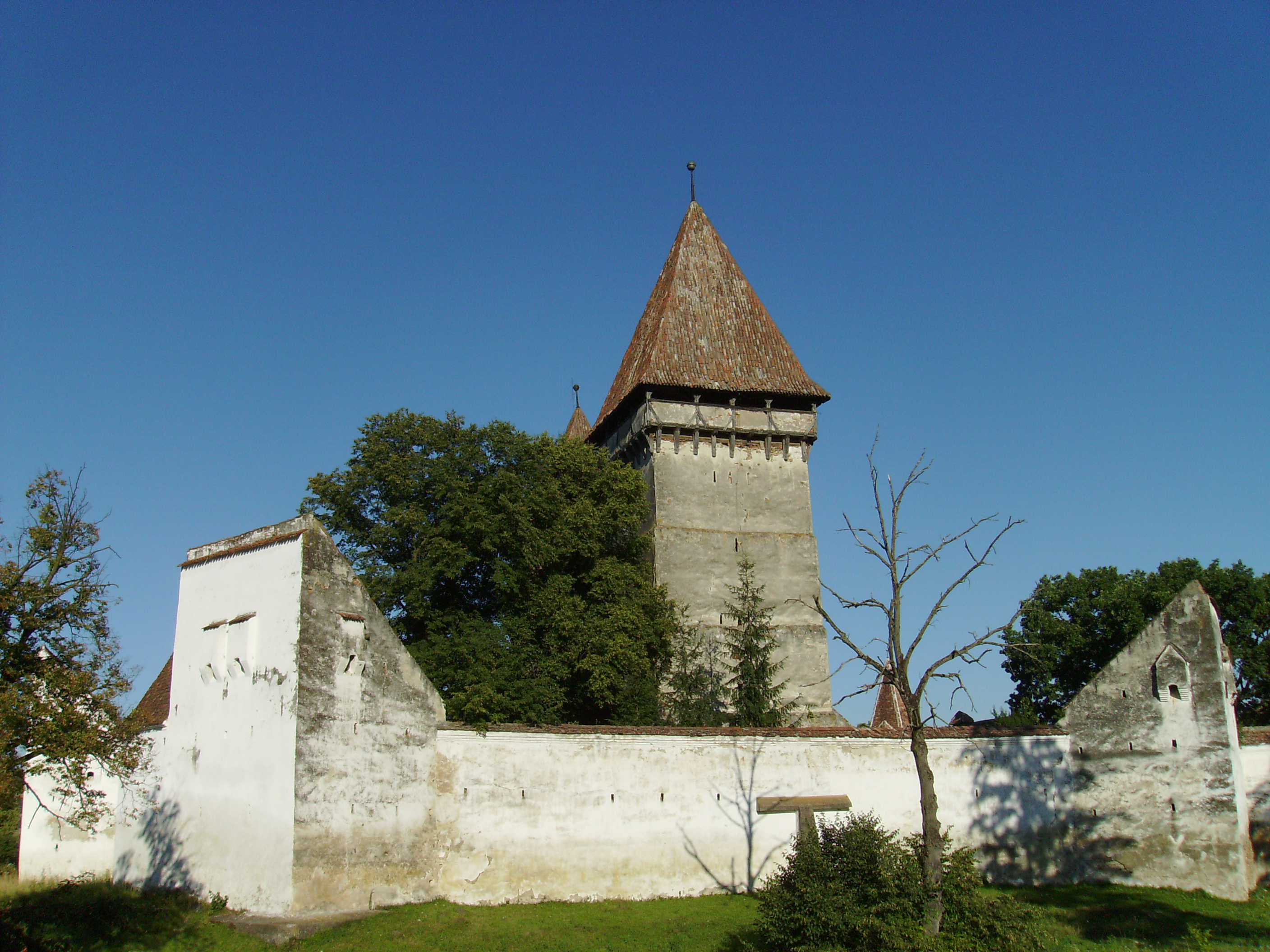
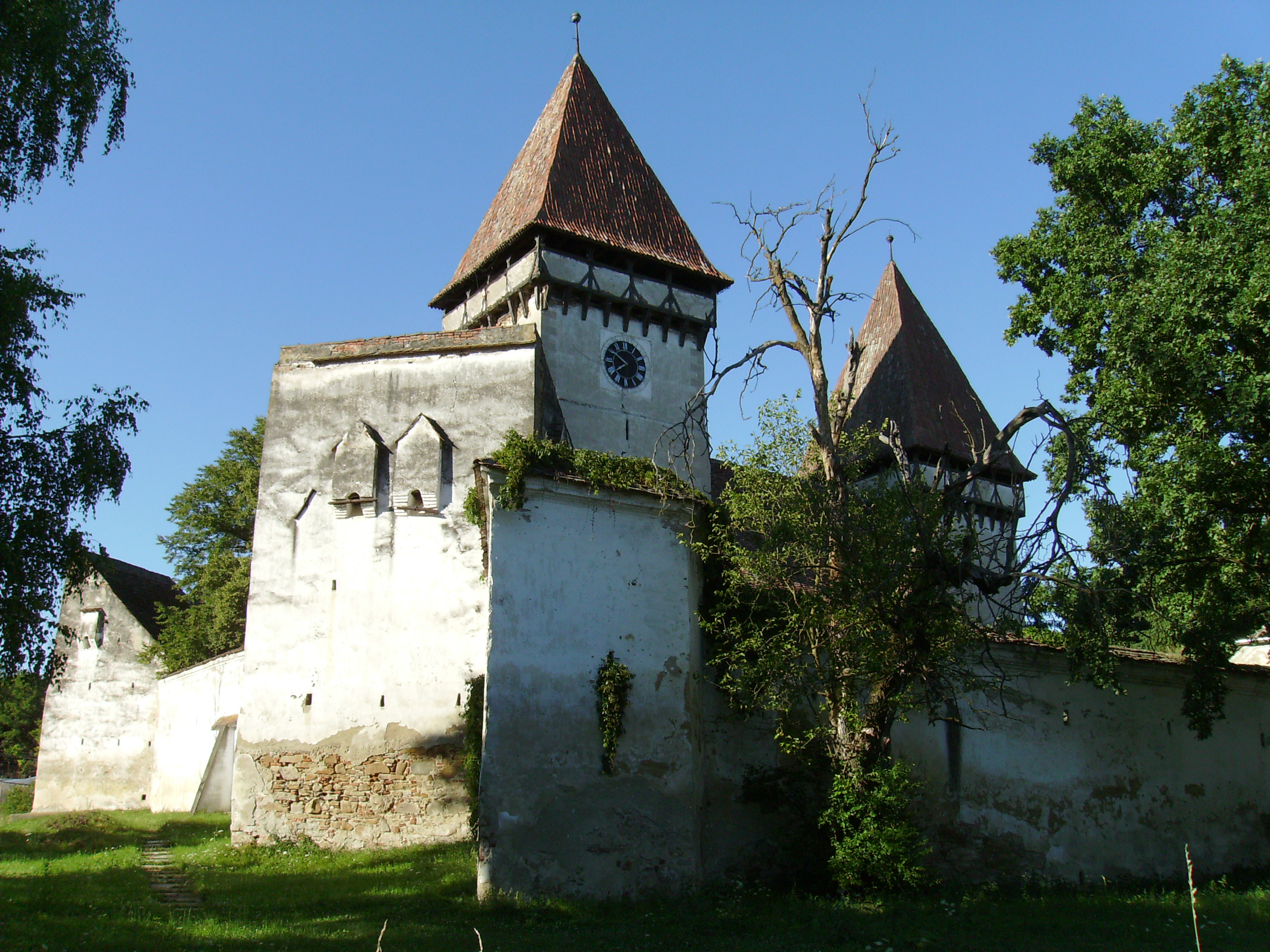
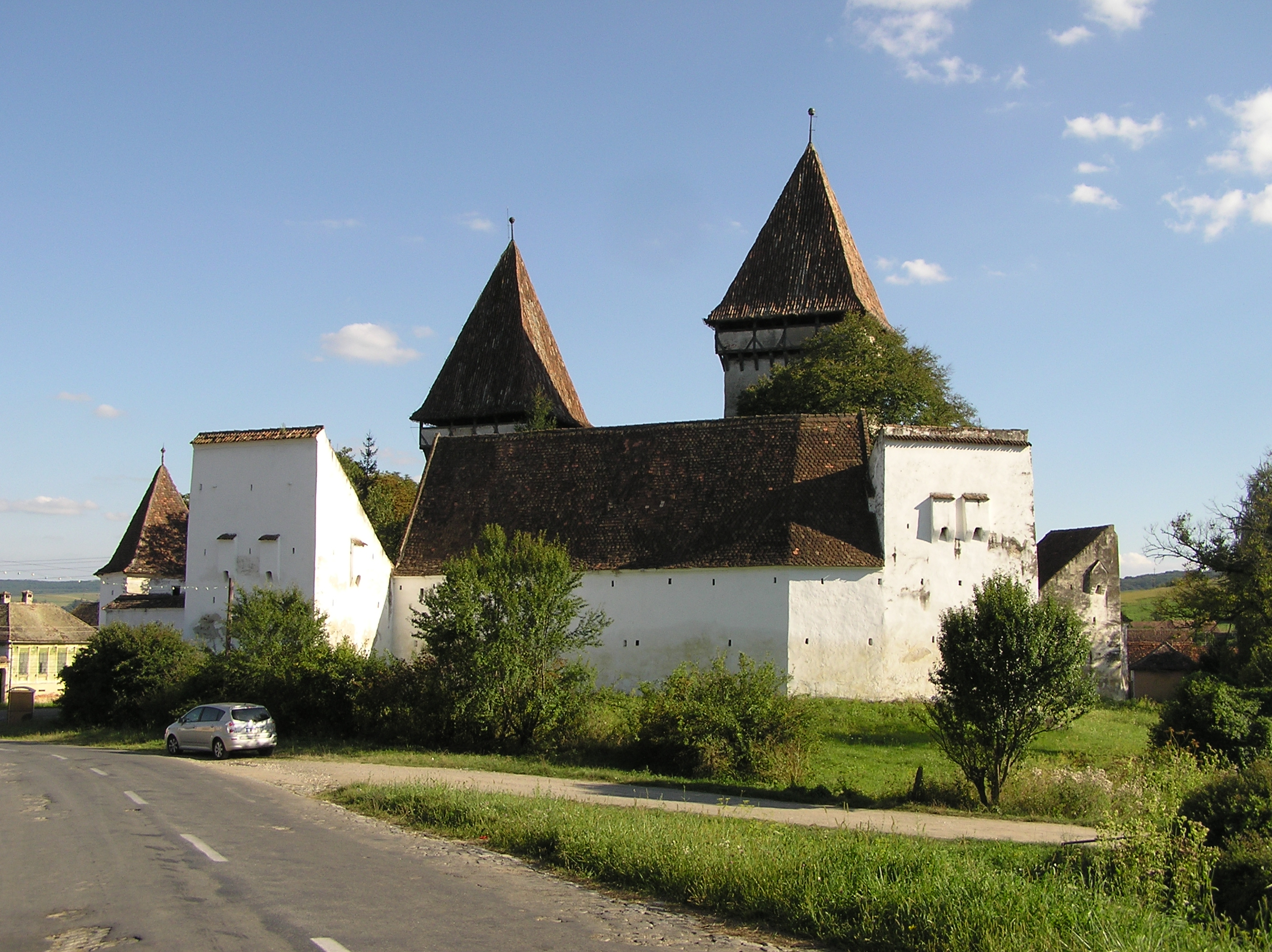
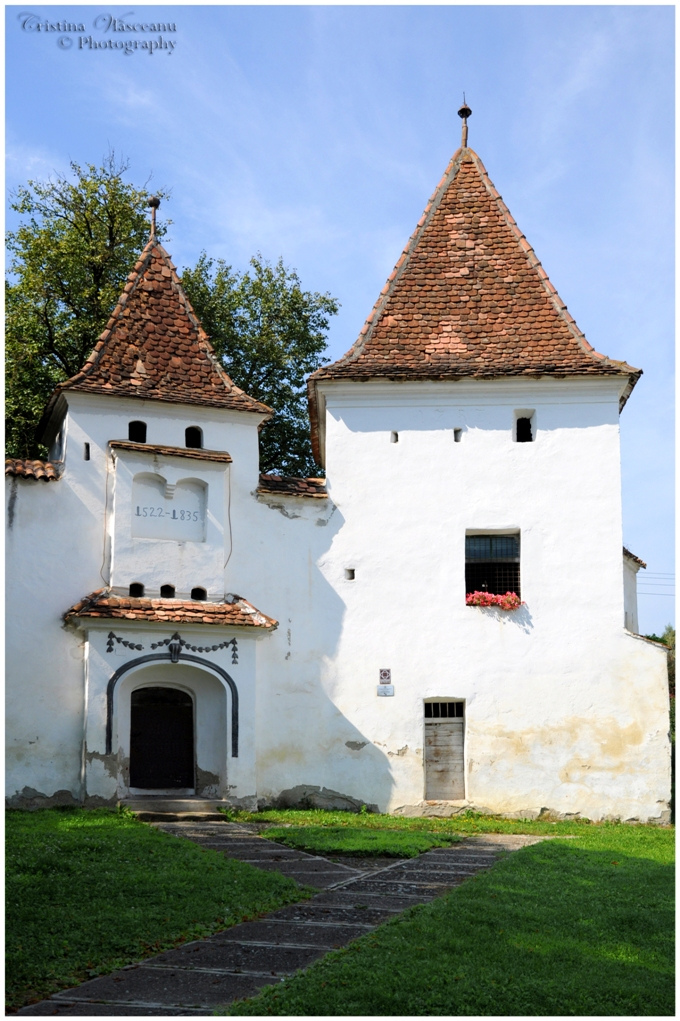
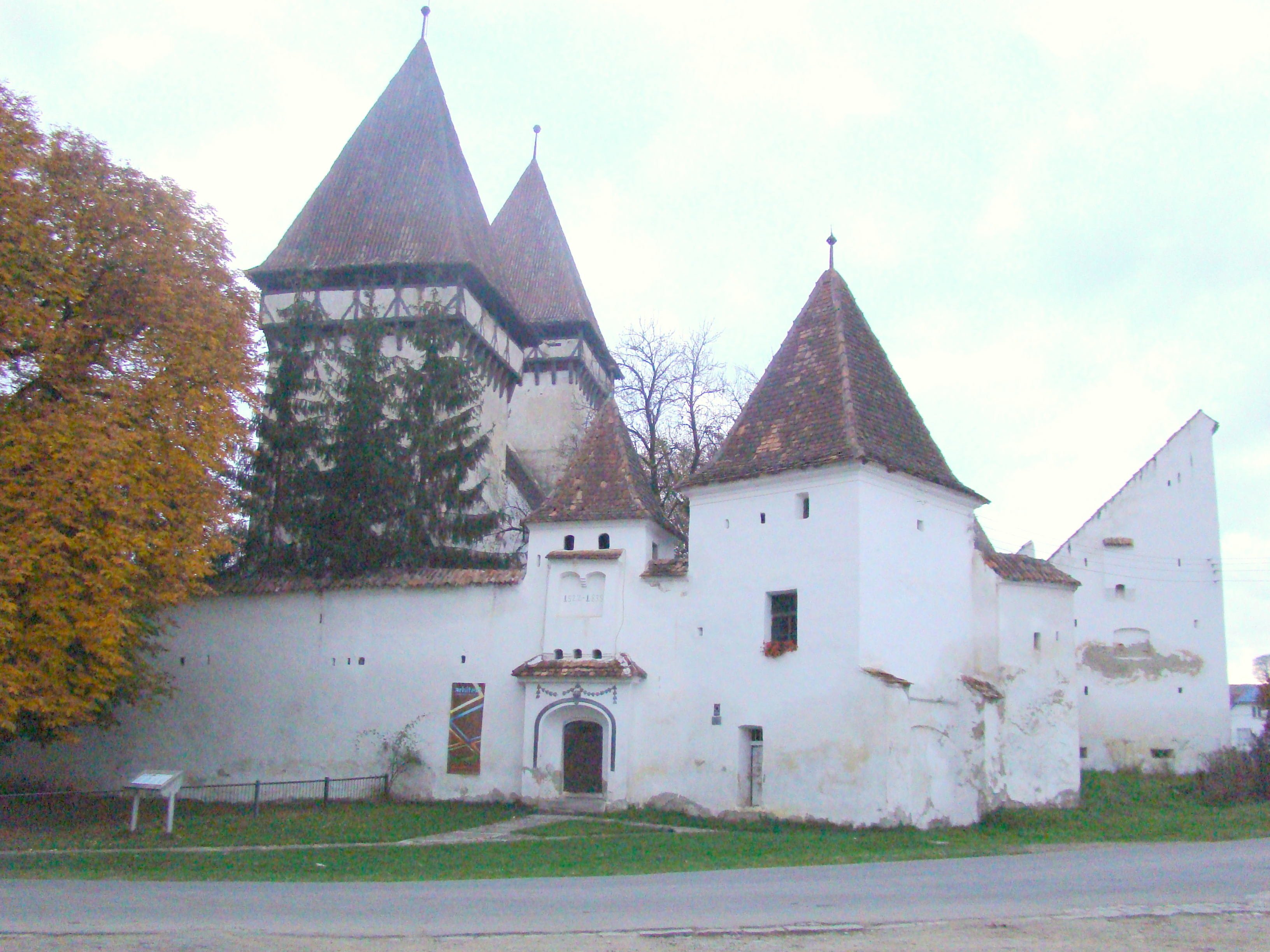
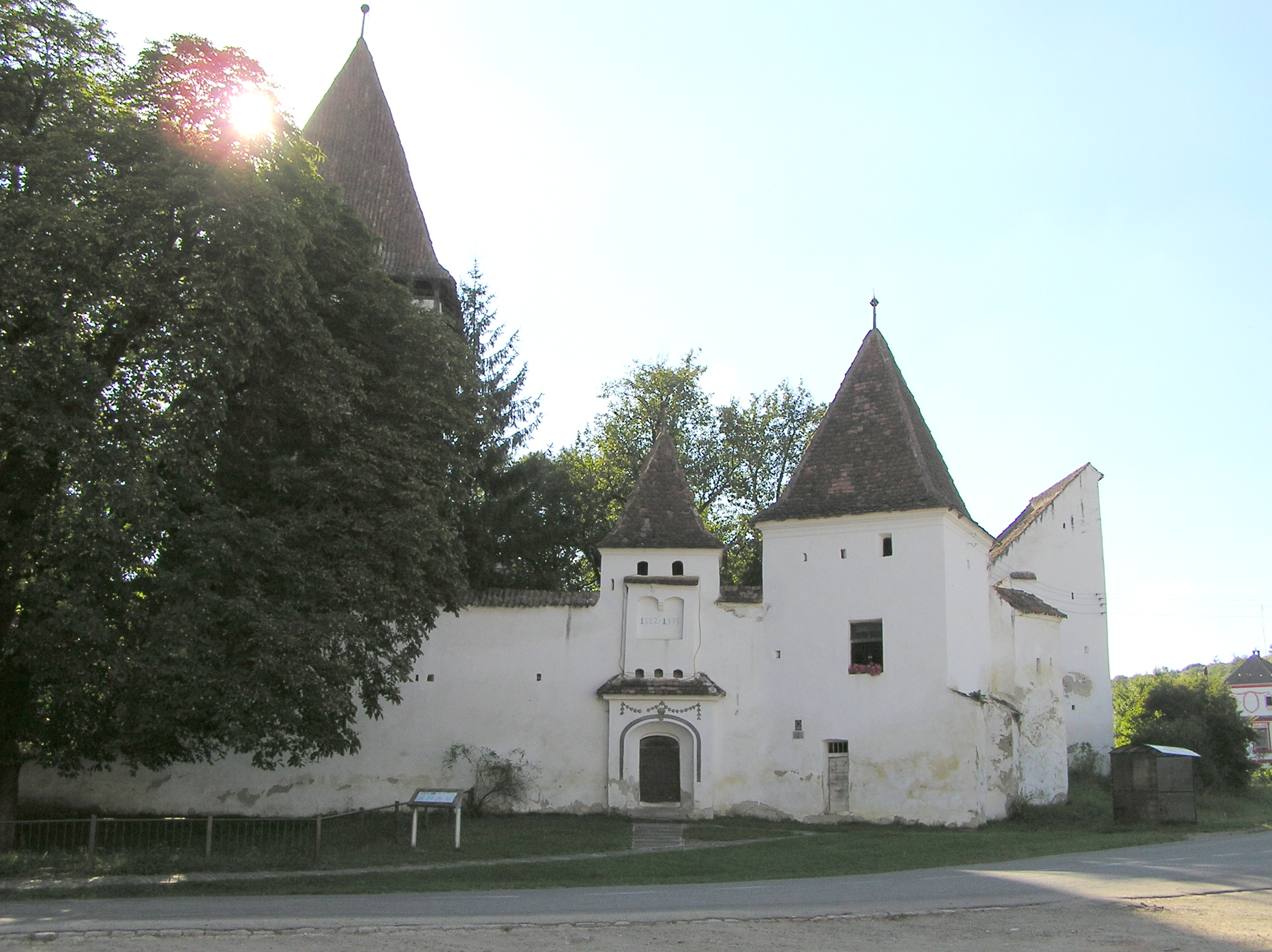